# Парламентські вибори у Норвегії 2013
Парламентські вибори у Норвегії відбулися 9 вересня 2013 року. На них обрані 169 депутатів Стортингу. Для парламентської більшості необхідно 85 місць парламенту.
Загальна кількість місць в парламенті залишається 169, але у зв'язку із змінами в популяції, деякі губернії отримають або втратять місця у Стортингу. Гедмарк, Согн-ог-Ф'юране, Нур-Тренделаг, Нурланн і Трумс втратили по одному місцю. Акерсгус, Гордаланн і Ругаланн збільшили своє представництво на одне місце, а Осло на два місця.

## Результати
- Норвезька робітнича партія — 30,8
- Консервативна партія — 26,8
- Партія прогресу — 16,4